# Pedro Fernández de Navarrete

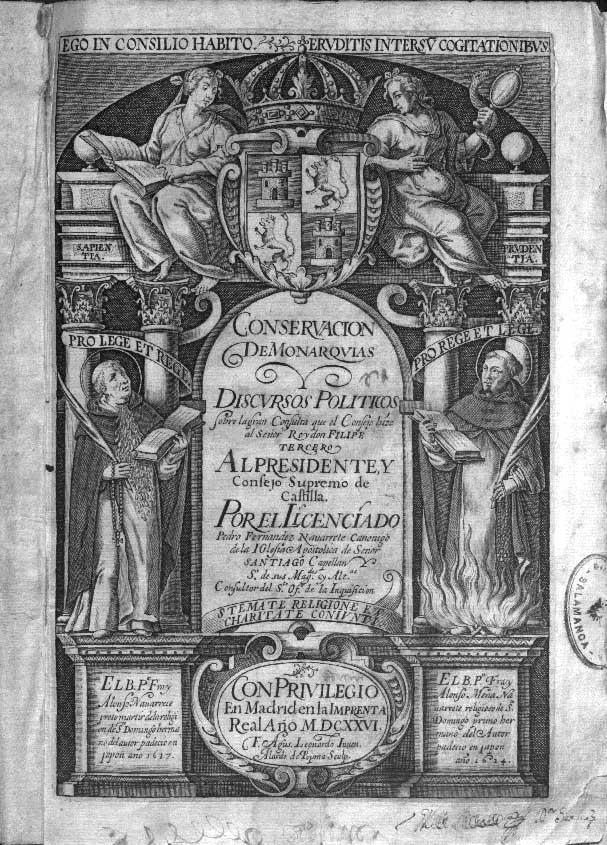
Portada calcográfica de la Conservación de monarquías de Pedro Fernández de Navarrete, Imprenta Real, Madrid, 1626. Grabado de Alardo de Popma sobre dibujo de Agustín Leonardo de Argensola.

Pedro Fernández de Navarrete (Logroño, 25 de noviembre de 1564 - Madrid, 13 de marzo de 1632), canónigo, político, economista, humanista, traductor y poeta español.

## Biografía
Fue canónigo de Santiago de Compostela y Secretario y Capellán del rey. Estuvo un tiempo en Roma, donde sirvió como secretario del cardenal Ascanio Colonna y escribió poemas en toscano y latín; en Madrid tuvo amistad con el poeta clasicista Cristóbal de Mesa. Tradujo varias obras de Lucio Anneo Séneca. Otorgó testamento en Madrid, 21 de marzo de 1628, y murió el 13 de marzo de 1632. Sus poesías inéditas en español (sonetos de tema amoroso y religioso, églogas, sátiras), han sido recogidas y estudiadas por el hispanista Giovanni Caravaggi.

## Obras impresas
- Conservación de monarquías y discursos políticos (1626)
- Carta de Selio Peregrino a Stanislao Barbio privado del Rey de Polonia. Madrid: Imprenta Real, 1625.
- Conservación de monarquias y discursos políticos sobre la gran consulta que el Consejo hizo al señor rey don Felipe tercero... En Madrid: en la Imprenta Real, 1626.
- Discursos políticos. Barcelona: Sebastián de Cormellas, 1621.
- Séneca, Lucio Anneo. Los libros de beneficiis. Madrid: en la imprenta del Reyno (Por la viuda de Luis Sanchez, impressora del Reyno), 1629.
- Séneca, Lucio Anneo. Siete libros de Lucio Anneo Seneca. Madrid: en la Imprenta Real, 1627

### Traducciones
- Séneca, Lucio Anneo. Diálogos morales / traducción directa del latín por Pedro Fernández Navarrete. Madrid: Espasa Clape (Austral), 1987
- Séneca, Lucio Anneo. Los siete libros de la sabiduría. Fernández Navarrete, Pedro (trad. y anot.). Barcelona: Edicomunicación, 1995
- Séneca, Lucio Anneo. Tratado de la brevedad de la vida; Tratado de la vida bienaventurada; Tratado de la pobreza.Fernández Navarrete, Pedro (trad.). Madrid: Jorge A. Mestas, 2001.